# Référendum néo-zélandais de 2020 sur la légalisation de l'euthanasie
Un référendum sur la légalisation de l'euthanasie a lieu le 17 octobre 2020 en Nouvelle-Zélande en même temps que les élections législatives. La population est amenée à se prononcer sur la légalisation de l'euthanasie pour les adultes en phase terminale d'une maladie incurable ne pouvant plus soulager leurs douleurs et dont la décision a été validée par deux médecins comme prise en toute connaissance de cause. Initialement prévu le 19 septembre 2020, le scrutin est reporté d'un mois en raison de la pandémie de Covid-19. 
Légalement contraignant, il fait suite au vote d'une loi à la Chambre des représentants en novembre 2019, un amendement ayant conditionné son entrée en vigueur à un vote favorable de la population.
Le texte est approuvé à une large majorité de près de deux tiers des votants. Son entrée en vigueur intervient un an après la publication des résultats définitifs, soit le 7 novembre 2021.

## Contexte

### Mise en œuvre
Les élections de septembre 2017 donnent lieu à une alternance politique avec l'arrivée au pouvoir d'un gouvernement de coalition composé du Parti travailliste, du parti Nouvelle-Zélande d'abord et du Parti vert, avec la travailliste Jacinda Ardern pour Première ministre. 
En octobre 2015, le président de ACT New Zealand et seul élu de son parti à la Chambre, David Seymour, soumet une proposition de loi visant à la légalisation de l'euthanasie. Le texte, appelé « End of Life Choice Bill », est finalement voté en première lecture par 76 voix pour et 44 contre en décembre 2017, puis en seconde lecture par 70 voix pour et 50 contre en juin 2019, et enfin en dernière lecture par 69 voix pour et 51 contre en novembre 2019,,. Le projet suscite en effet de vifs débats au Parlement, au sein même de la majorité gouvernementale et dans la société néo-zélandaise en général, provoquant un important ralentissement du processus législatif sur une durée totale de quatre années. Les débats parlementaires sont ainsi marqués des deux côtés par des discours passionnés. 

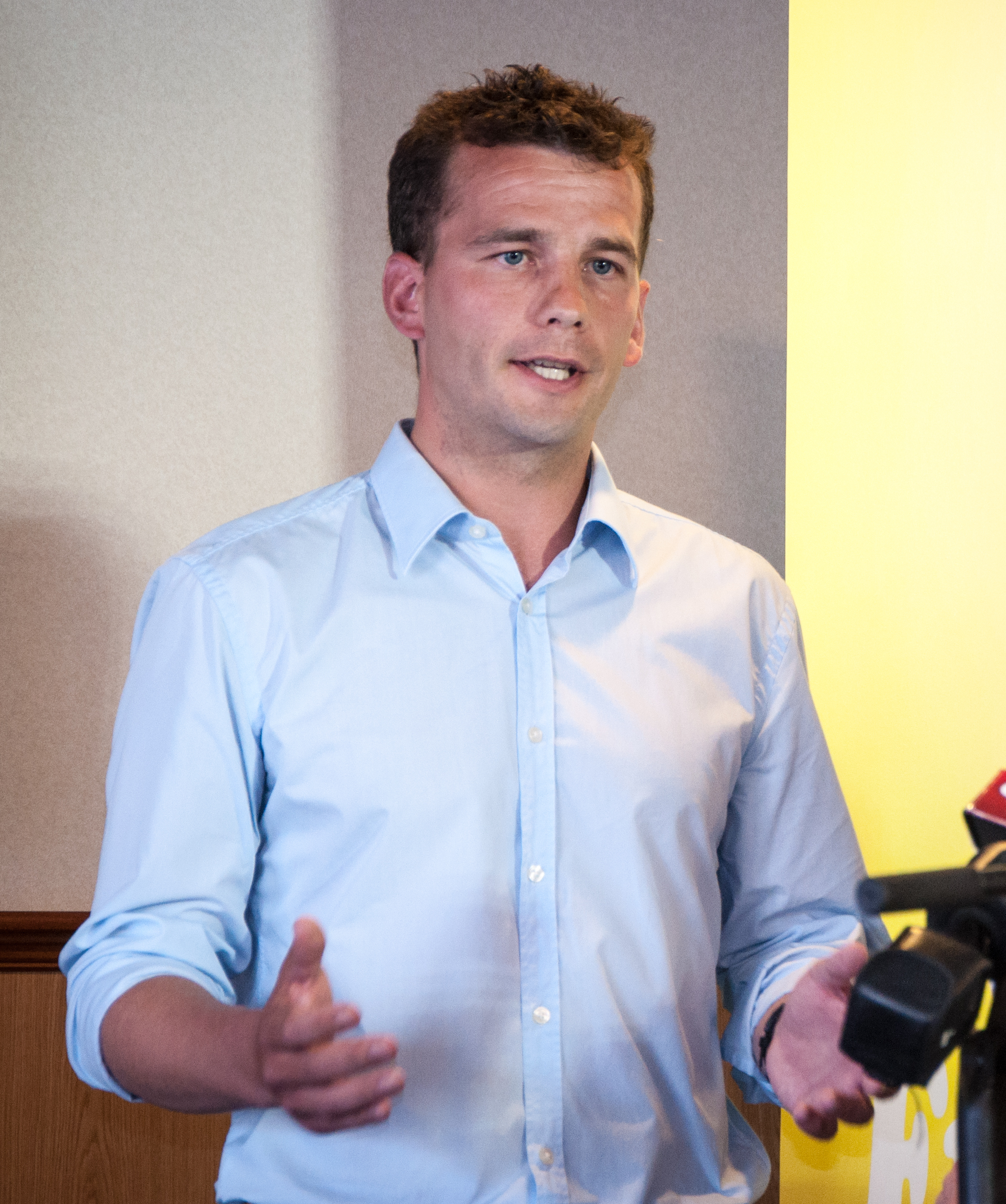
Le député David Seymour, à l'origine de la proposition de loi.

La vulnérabilité des patients âgés pouvant être soumis à la contrainte provoque une montée des oppositions. Au cours des seize mois d'étude du projet en comité, plus de 39 000 personnes font remonter leurs avis, dont 90 % sont défavorables. D'autre part, un total de 1 544 médecins signent une lettre ouverte « Les docteurs disent Non » refusant de participer à des suicides assistés, et qualifiant le projet de contraire à l'éthique. Bien que le projet soit soutenu par la Première ministre Jacinda Ardern, le parti travailliste accorde à ses députés la possibilité de voter en leur propre conscience, sans consigne de vote, de même que le Parti national, principal parti d'opposition conduit par Simon Bridges.
La députée nationale Maggie Barry prend rapidement la tête de l'opposition au projet de loi, qu'elle qualifie d'insultant et de méprisant pour les malades, qui se verraient « dire qu'ils coutent trop cher pour être maintenus en vie ». Sa collègue Shane Reti rejette une loi qui selon elle placerait « le spectre de l'euthanasie au dessus de chaque consultation ». Nikki Kaye, également du Parti national, soutient au contraire le projet, qu'elle qualifie de juste et de symbole d'une nation faisant preuve de compassion, tout comme le député Chris Bishop, qui qualifie le statu quo de « fondamentalement intolérable » et rejette le contre-argument fondé sur la religion avancé par des opposants au texte. Du côté du Parti travailliste, le député Adrian Rurawhe reproche au texte d'accentuer les conséquences d'un système désavantageant les Maoris en termes d'accès au soin.
Si une minorité des députés du Parti national se révèlent favorables au texte, une minorité de ceux du parti travailliste s'y opposent ainsi également, conduisant à un total de voix des deux principaux partis à la chambre inférieur à la majorité absolue de 61 voix nécessaire. Ardern se voit par conséquent contrainte de s'appuyer sur le soutien de ses deux partenaires de coalition, le parti Nouvelle-Zélande d'abord et le Parti vert. Ceux ci conditionnent leur soutien au vote d'amendements posant d'importants garde-fous au texte. Le Parti vert obtient ainsi que l'euthanasie soit restreinte aux patients dont le diagnostic ne prévoit pas plus de six mois à vivre, ayant suggéré les premiers de mettre fin à leurs jours, et dont le choix est validé comme ayant été fait en toute connaissance de cause par deux médecins différents. Le parti Nouvelle-Zélande d'abord, partisan de longue date d'un recours aux instruments de démocratie directe, obtient quant à lui que soit voté un amendement conditionnant la validité du vote de la loi à sa mise à référendum. Celui ci est voté le 23 octobre 2019 par 63 voix pour et 57 contre avant le vote final du projet le 13 novembre suivant. Ce dernier réunit les votes favorables de trente-trois députés travaillistes, dix-sept nationalistes, l'ensemble des neuf députés de Nouvelle-Zélande d'abord et des huit députés du Parti vert ainsi que celui du député d'Act New Zealand et d'un député indépendant. À ces 69 voix favorables s'opposent trente-huit députés nationalistes et treize députés travaillistes, soit 51 voix contre. Une manifestation d'adversaires de la légalisation a lieu devant le Parlement pendant le vote, sous le slogan « Aidez-nous à vivre et pas à mourir ».
La mise au vote populaire est vivement critiquée par les opposants au texte, qui compare le gouvernement à celui du Parti conservateur britannique de David Cameron proposant en 2016 le référendum sur le Brexit à une population jugée incapable de se prononcer sur un sujet aussi complexe, et susceptible d'être victime d'une campagne de désinformation.
À l'origine de la proposition de loi, David Seymour rejette ces arguments, affirmant que la population est qualifiée pour prendre cette décision de par l'expérience personnelle de chaque électeur et que le Parlement n'a pas manqué à ses responsabilités en lui déléguant la prise de décision, qualifiant le référendum d'occasion pour le public de « choisir d'avoir le choix » et de rendre la société « plus civilisée ». La possibilité d'une campagne de désinformation est cependant prise très au sérieux par le gouvernement, le ministère de la Justice planifiant la mise en place d'une équipe chargée de combattre d'éventuelles tentatives au cours de la campagne à venir,.

### Conditions de validité
Aucun quorum de vote positif ou de participation n'est exigé pour valider le résultat du référendum, la majorité absolue des suffrages exprimés suffit. Le parlement ayant déjà voté la loi en la conditionnant à un vote favorable de la population au cours de ce référendum, celui ci est de facto légalement contraignant. La Nouvelle-Zélande est le premier pays à soumettre à référendum la question de la légalisation de l'euthanasie.

## Objet

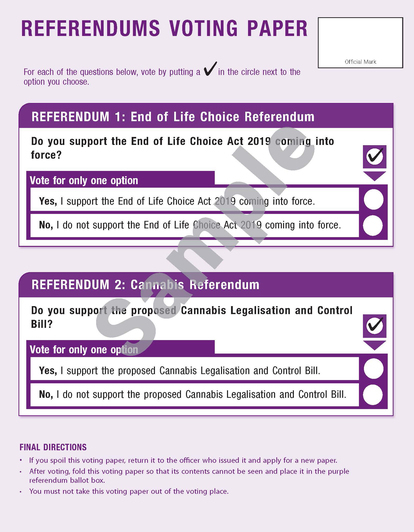
Bulletin de vote utilisé, commun aux deux référendums organisés en 2020.

La loi s'arque autour de trois grand principes : l'éligibilité du patient, sa capacité à prendre la décision de demander à mettre fin à ses jours, et l'absence de toute coercition lors de ce choix,.
Les patients doivent être majeurs, citoyens ou résident permanent de Nouvelle-Zélande, et souffrir d'une maladie en phase terminale. Cette dernière doit avoir été diagnostiquée comme incurable et la durée de vie du patient estimée à moins de six mois, occasionnant des souffrances jugées par lui-même comme intolérables et ne pouvant être soulagées. 
Le patient doit être capable de prendre une décision en toute connaissance de cause sur son suicide assisté, excluant d'office les personnes souffrant de troubles mentaux, d'un handicap en la matière ou ayant atteint un état de vieillesse avancée. Il doit se montrer capable de comprendre et de retenir ces informations, d'en peser le pour et le contre et de communiquer de lui-même sa décision. 
L'ensemble du personnel médical a pour interdiction de proposer en premier la possibilité d'une euthanasie, la demande devant provenir en premier lieu du patient lui-même. Le personnel assurant les soins du malade se doit de s'assurer que le patient effectue le choix de l'euthanasie de sa propre volonté. Ce dernier doit ainsi faire l'objet de plusieurs discussions étalées dans la durée, le personnel consultant en parallèle d'autres collègues eux-mêmes en contact régulier avec le patient, ainsi que les membres de sa famille, avec son autorisation. Seuls deux docteurs différents peuvent valider ensemble le processus, au cours duquel ils doivent s'assurer que la personne sait qu'elle peut changer d'avis à n'importe quel moment, et y mettre immédiatement fin s'ils suspectent qu'une pression est exercée sur le malade pour qu'il prenne cette décision. Enfin, le choix de la manière dont est mis en œuvre l'euthanasie est laissé au patient. Les docteurs sont par ailleurs autorisés à refuser de participer à une euthanasie par objection de conscience.

## Sondages
Selon un sondage d'opinion effectué en juillet 2019, 72 % de la population serait en faveur d'une forme de suicide assisté pour les malades en phase terminale. Ce chiffre serait stable depuis plusieurs années, avec en moyenne 68 % de néo-zélandais du même avis lors de sondages similaires effectués au cours des vingt dernières années.

Sondages effectués en amont du référendum.

| Date                 | Institut              | Échantillon | Pour           | Contre                | Indécis | Avance |    |    |   |    |
| -------------------- | --------------------- | ----------- | -------------- | --------------------- | ------- | ------ | -- | -- | - | -- |
| Date                 | Institut              | Échantillon | 10–14 oct 2020 | 1 News Colmar Brunton | 1 005   | Avance | 60 | 33 | 7 | 27 |
| 17–21 septembre 2020 | 1 News Colmar Brunton | 1 008       | 64             | 25                    | 11      | 39     |    |    |   |    |
| 20-23 août 2020      | Research New Zealand  | 1 003       | 62             | 24                    | 14      | 38     |    |    |   |    |
| 9-13 juillet 2020    | Research New Zealand  | 1 012       | 64             | 18                    | 18      | 46     |    |    |   |    |
| 6-8 mars 2020        | Research New Zealand  | 1 000       | 60             | 21                    | 19      | 39     |    |    |   |    |
| 8-12 février 2020    | 1 News Colmar Brunton | 1 004       | 65             | 25                    | 9       | 40     |    |    |   |    |
| 17–26 novembre 2019  | Horizon Research      | 1 521       | 70             | 30                    | -       | 40     |    |    |   |    |
| 20–24 avril 2019     | 1 News Colmar Brunton | 1 003       | 72             | 20                    | 7       | 52     |    |    |   |    |
| 19–29 avril 2019     | Horizon Research      | 1 341       | 74             | 19                    | 7       | 55     |    |    |   |    |

## Résultats
Les électeurs peuvent voter de manière anticipée par voie postales à partir du 3 octobre. L'annonce des résultats préliminaires a lieu le 30 octobre, et celle des résultats définitifs le 6 novembre. 
| Choix                     | Votes     | %     |
| ------------------------- | --------- | ----- |
| Pour                      | 1 893 290 | 65,91 |
| Contre                    | 979 079   | 34,09 |
|                           |           |       |
| Votes valides             | 2 872 369 | 98,77 |
| Votes blancs et invalides | 35 702    | 1,23  |
| Total                     | 2 908 071 | 100   |
| Abstention                | 641 493   | 17,76 |
| Inscrits/Participation    | 3 549 564 | 82,24 |

Approuvez vous l'entrée en vigueur de la loi sur le choix de fin de vie ?
| Pour 1 893 290 (65,91 %) |  |  | Contre 979 079 (34,09 %) |
| ▲                        |  |  |                          |
| Majorité absolue         |  |  |                          |

## Conséquences
La loi entre en vigueur un an après la publication des résultats définitifs le 6 novembre 2020, soit le 7 novembre 2021,,.